# Quai de Coronmeuse
Le quai de Coronmeuse, est une artère de Liège (Belgique) reliant le quai Saint-Léonard à la  place Coronmeuse.

## Toponymie
Coronmeuse viendrait du néerlandais Cromb puis Cron signifiant Courbe, courbé, faisant référence à une courbe de la Meuse. Le lieu est appelé Cromvemuse en 1247 et Cronmuse en 1320.

## Situation
Le quai de Coronmeuse est une voie mesurant environ 765 m. Malgré son nom, il n'occupe pas la rive gauche de la Meuse (qui est longée par le quai de Wallonie à partir du pont Atlas) mais un côté de l'ancien canal Liège-Maastricht.

## Ancien canal Liège-Maastricht
Ce quai longe la rive nord de l'ancien canal Liège-Maastricht qui fut inauguré en octobre 1850. Il ne subsiste plus à ce jour dans le quartier de Coronmeuse que les premiers hectomètres de ce canal qui cessa d'exister et fut presque totalement remblayé, remplacé dans les années 1930 par le canal Albert. Ce canal mesurait 26 km dont 8,2 km en territoire néerlandais, possédait 24 ponts et 6 écluses. Il avait été dessiné par l'ingénieur Kümmer. Sa trop faible capacité et ses trop nombreuses écluses rendirent cependant nécessaire le creusement d'un ouvrage plus important,. Le canal Albert sera creusé à partir de la même rive de la Meuse mais environ 1 300 m plus en aval et inauguré en 1939.

## Description
Il s'agit d'une voie comprenant deux bandes de circulation automobile en direction de Herstal et deux bandes ainsi qu'une desserte locale en direction du centre de Liège. Ce quai est un tronçon de la route nationale 671 Liège-Herstal-Riemst. Avec le quai Saint-Léonard voisin, il double l'historique rue Saint-Léonard qui a été pendant une dizaine de siècles le principal accès de la ville de Liège depuis Herstal.

## Architecture
Aucun immeuble du quai  n'est repris à l'Inventaire du patrimoine culturel immobilier de la Wallonie.
Aux nos 58/60, se trouve l'ancien magasin La Majolique comme indiqué au-dessus de l'oriel. À la base de cet oriel, on peut lire, sous une figure barbue sculptée entourée de rameaux de feuilles, l'inscription : Arthur Bodson, matériaux de construction. Quelques autres têtes sculptées (féminines) ornent les travées latérales de la façade.

## Voiries adjacentes
- Rue du Commandant Marchand
- Pont Atlas
- Rue des Bayards
- Rue de la Cablerie
- Rue Aux Chevaux
- Rue des Mariniers
- Rue Brahy
- Rue Bailleux
- Rue Saint-Léonard
- Place Coronmeuse